# 9550 Victorblanco
9550 Victorblanco eller 1985 TY1 är en asteroid i huvudbältet som upptäcktes den 15 oktober 1985 av den amerikanske astronomen Edward L.G. Bowell vid Anderson Mesa Station. Den är uppkallad efter astronomen Víctor Manuel Blanco.
Asteroiden har en diameter på ungefär 13 kilometer.